# The Adventurer (film 1928)
The Adventurer è un film muto del 1928 diretto da Viktor Tourjansky e (non accreditato) W. S. Van Dyke. È conosciuto anche sotto il titolo di The Gallant Gringo.

## Trama
Ingegnere minerario, Jim McClellan è innamorato di Dolores de Silva, la figlia del presidente deposto di un paese del Sudamerica. McClellan cerca di aiutare de Silva a riconquistare il potere ma si trova coinvolto in una serie di pericolose avventure che lo portano addirittura davanti a un plotone d'esecuzione. Alla fine, i rivoluzionari sono sconfitti e il presidente torna al governo mentre McClellan conquista definitivamente la ragazza che ama.

## Produzione
Il film fu prodotto dalla Metro-Goldwyn-Mayer (MGM) con un budget stimato di 80.000 dollari. Tourjansky diresse la versione originale in uno stile da parodia western. Thalberg, allora, fece rigirare il film, affidandone la regia a W.S. Van Dyke.

## Distribuzione
Distribuito dalla Metro-Goldwyn-Mayer (MGM), uscì nelle sale cinematografiche USA il 14 luglio 1928.